# Rhodostrophia iranica
Rhodostrophia iranica là một loài bướm đêm trong họ Geometridae.